# World Community Grid
Le projet World Community Grid (WCG) regroupe plusieurs projets de recherche scientifique au sein d'un même projet de calcul distribué, afin de principalement lutter contre plusieurs maladies humaines. Plus largement, WCG regroupe des projets ayant un fort intérêt humanitaire. Le but premier de WCG était de créer la plus grande grille de calcul publique au monde.
La plateforme logicielle utilisée est le logiciel BOINC (Berkeley Open Infrastructure for Network Computing), qui est actuellement disponible sur toutes les plates-formes (Windows, Linux, Mac OS X et FreeBSD). Il est depuis peu accessible par les smartphones Android.
Le logiciel utilise le temps de calcul inutilisé des ordinateurs à travers le monde.
WCG a analysé différents aspects du génome humain, du VIH, de la dengue, de la dystrophie musculaire, du cancer, de la grippe, des rendements des cultures de riz à travers le monde et de l'énergie propre.

## Historique
IBM et d'autres participants ont parrainé la recherche de Smallpox Research Grid Project afin d'accélérer la découverte d'un remède contre la variole. L'étude de la variole a utilisé une grille de calcul distribuée massive afin d'analyser l'efficacité de certains composés contre la variole. Le projet a permis aux scientifiques de cibler 35 millions de molécules médicamenteuses potentielles contre certaines protéines de la variole et d'identifier de bons candidats pour le développement de traitements contre la variole. Dans les premières 72 heures du projet, 100 000 résultats ont été retournés. À la fin, 44 traitements potentiels puissants ont été analysés. Sur la base de cette réussite, IBM a annoncé le 16 novembre 2004 la création de World Community Grid dans le but de créer un environnement technique où d'autres recherches humanitaires pourraient être traitées,.
WCG initialement pris en charge sous Windows, en utilisant la propriété Grid MP (en) du logiciel de United Devices (en) qui a propulsé grid.org (en) dans le calcul distribué. La demande de support Linux a conduit à l'ajout en novembre 2005 de la technologie de grille de l'open source BOINC pour que des projets tels que Seti@home et climateprediction.net soient désormais pris officiellement en charge sous Mac OS X et Linux.
Au 19 mars 2018, WCG possédait plus de 747 000 comptes d'utilisateurs enregistrés. Au cours du projet, plus de 1 500 000 années de temps de calculs ont été effectués .
En septembre 2021, WCG quitte IBM. Le projet est maintenant géré et soutenu par l'Institut Krembil pour la recherche, une institution de recherche scientifique basée à Toronto au Canada. Ils annoncent un nouveau projet consacré à l'identification de nouveaux traitements pour la maladie de Parkinson ainsi que la conception d'un programme de sensibilisation pour les jeunes afin de les intéresser aux sciences et aux technologies.

## Fonctionnement

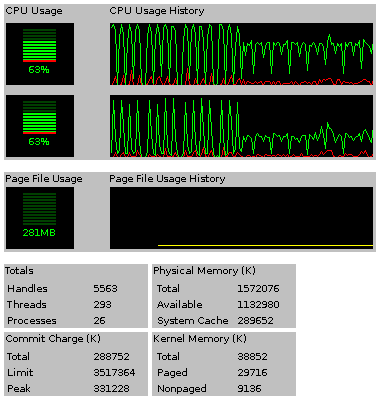
L'image montre l'historique d'utilisation de deux CPU (sous hyper-threading) lorsque le logiciel client BOINC traite deux tâches sur chaque CPU sous Microsoft Windows XP SP2.

Le World Community Grid met sa technologie à disposition des seules organisations publiques ou à but non lucratif pour qu'elles l'utilisent dans des recherches humanitaires qui, autrement, risqueraient de ne pas aboutir en raison du coût élevé de l'infrastructure informatique nécessaire en l'absence d'infrastructure publique. Cet organisme, dans le cadre de son engagement à faire progresser le bien-être de l'homme, s'est engagé à ce que tous les résultats soient versés au domaine public et transmis à la communauté scientifique mondiale. L'ONU est responsable de la sélection des projets.
Le World Community Grid utilise le temps d'inactivité des ordinateurs connectés à Internet afin d'effectuer des calculs pour la recherche. Les utilisateurs doivent installer un logiciel client : BOINC. Ce logiciel fonctionne en arrière-plan, en utilisant les ressources du système disponibles et inutilisés pour exécuter du travail pour WCG,. Quand une unité de travail est terminée, le logiciel client le renvoie au WCG et télécharge une nouvelle unité de travail,. Pour assurer la précision du résultat, les serveurs du WCG envoient plusieurs copies de chaque unité de travail. Puis, lorsque les résultats sont reçus, ils sont collectés et confrontés entre eux,.
Les utilisateurs peuvent choisir d'utiliser le rendu graphique de l'unité de travail en cours comme écran de veille.
Bien que de nombreuses grilles de calculs publiques telles que SETI@home et Folding@home sont consacrées à un seul projet, World Community Grid propose plusieurs projets humanitaires dans un cadre unique. Les utilisateurs sont inclus dans tous les projets par défaut, mais peuvent se retirer des projets comme bon leur semble.
Le World Community Grid est lancé pour la première fois sur le client Grid MP (en) de United Devices (en). Après l'ajout du logiciel open source BOINC en 2005, le World Community Grid a finalement mis fin au client Grid MP et s'est rajouté sur la plate-forme BOINC en 2008.
Même si le WCG fait usage de logiciel client open source, les applications actuelles qui effectuent les calculs scientifiques ne peuvent pas l'être. Toutefois, plusieurs applications scientifiques sont disponibles sous licence libre, bien que la source n'est pas directement disponible à partir de WCG.

### Problèmes potentiels
Parce que le logiciel de World Community Grid augmente l'utilisation du CPU en utilisant les temps de traitement non utilisés, il est possible que le logiciel cause un comportement anormal sur les ordinateurs bénévoles. En dépit de la nature discrète du logiciel, une diminution des performances du système pourrait se produire. Une utilisation élevée du processeur pourrait aussi provoquer la surchauffe de l'ordinateur.
Le client BOINC évite cela en ne tournant par défaut que lorsque l'ordinateur est inutilisé et en utilisant plusieurs limites qui permettent de suspendre le calcul quand il n'y a pas suffisamment de ressources libres si l'on décide de le faire tourner en permanence. Contrairement à d'autres projets BOINC, World Community Grid définit les valeurs par défaut BOINC conservatrices, ce qui rend le risque de dommages informatiques extrêmement faible. La puissance demandée par défaut pour le CPU est de 60 %. Cela est assez schématisé ; par exemple, si l'utilisation est fixée à 60 % il fonctionnera à 100 % pendant 3 secondes, puis à 0 % pendant 2 secondes, résultant une diminution moyenne d'utilisation du processeur.
Il existe un add-on au programme, TThrottle, qui résout le problème de surchauffe d'une manière différente. TThrottle limite l'utilisation d'un projet BOINC en mesurant la température du CPU et/ou du GPU et ajuste les temps de fonctionnement en conséquence. Il utilise aussi un temps plus court de commutation, de moins d'une seconde, ce qui entraîne une baisse de la température lors de celle-ci.

## Statistiques et concurrence
Les contributions de chaque utilisateur sont enregistrées et ses statistiques de contribution sont accessibles au public. En raison du fait que le temps de traitement de chaque unité de travail varie d'un ordinateur à l'autre, en fonction de la difficulté de l'unité de travail, de la vitesse de l'ordinateur et de la taille des ressources disponibles au ralenti, les contributions sont habituellement mesurées en points. Les points sont attribués pour chaque unité de travail en fonction de l'effort requis pour traiter cette unité de travail.
Après avoir terminé une unité de travail, le client BOINC demande le nombre de points qu'il estime mériter, basé sur le logiciel de référence. Depuis que plusieurs ordinateurs effectuent la même unité de travail pour assurer l'exactitude, les serveurs de World Community Grid doivent examiner les points réclamés par chacun de ces ordinateurs. Les serveurs doivent négliger les valeurs statistiques aberrantes, pour les autres valeurs, le nombre de points attribué à chaque ordinateur est souvent proche du nombre de points demandé,.
Dans la grille, les utilisateurs peuvent rejoindre des équipes qui ont été créées par des organisations, des groupes ou des individus. Les équipes engendrent un sentiment accru de l'identité communautaire et peuvent aussi inspirer l'émulation. Comme les équipes s'affrontent les unes contre les autres, plus de travail est effectué, ce qui est globalement bénéfique pour la grille.

## Partenaire et licence
Le World Community Grid reconnaît les entreprises et les organisations en tant que partenaires si elles favorisent le WCG au sein de leur entreprise ou organisation. Au 27 novembre 2010, le WCG avait 433 partenaires.
En outre, dans le cadre de son engagement à améliorer la santé humaine et le bien-être, les résultats de tous les calculs effectués dans le WCG sont envoyés dans le domaine public et mis à la disposition de la communauté scientifique.
À l'automne 2006, IBM a parrainé une campagne publicitaire sur papier et en ligne pour le WCG. La campagne publicitaire papier est apparue dans Exceptional Parent, Ability Magazine, Forbes, The Wall Street Journal, The Economist et Fortune,.

## Projets de WCG

### Projets actifs

#### OpenPandemics - COVID 19
Le 1er avril 2020, IBM a annoncé OpenPandemics - COVID-19. Le projet vise à identifier les traitements possibles pour le coronavirus (SRAS-CoV-2) qui est responsable de la pandémie COVID-19. WorldCommunityGrid s'associe à Scripps Research, avec qui il a déjà collaboré par le passé, notamment dans le cadre des projets FightAIDS@Home. Le projet fonctionne sur des CPU, éventuellement des GPU et sert également à créer un "outil de réponse rapide, à code source ouvert, qui aidera tous les scientifiques à rechercher rapidement des traitements pour les futures pandémies".
Le projet a été lancé le 14 mai 2020.

#### FightAIDS@Home - Phase 2
Pour un article plus général, voir FightAIDS@Home.
À la suite de la Phase 1, il a été constaté qu'il y avait un grand nombre de faux-positifs et de faux-négatifs.
La Phase 2 du projet Lutte contre le SIDA utilise une méthode de simulation différente afin de mieux vérifier et d'affiner la sélection issue de la Phase 1. Cette technique, appelée BEDAM (Méthode Analytique de la Répartition de l’Énergie de Liaison), a montré son efficacité d'un point de vue informatique, mais n'a jamais été utilisée pour tester plus d'une douzaine de molécules. Avec le WCG, il sera possible d'évaluer plus minutieusement les meilleurs candidats issus de la Phase 1.
La Phase 2 a ainsi deux buts principaux : augmenter le taux de succès en réduisant les faux-positifs et faux-négatifs issus de la Phase 1, et tester la technique BEDAM à une large échelle. Cela permettrait d'économiser beaucoup de temps et d'argent lors de la phase de test en laboratoire pour le développement du médicament,.

#### Outsmart Ebola Together
Le projet Ensemble, plus rusé qu'Ebola permet d'aider les chercheurs à développer un traitement au virus Ebola. Aujourd'hui, il n'y a pas de traitements approuvés ou de vaccins face à ce virus mortel, et la recherche d'un antiviral efficace est primordiale. Alors que les épidémies précédentes s'étaient terminées lorsque la maladie avait disparu de la population humaine, les événements de 2014 ont montré que le virus, plutôt que de disparaitre, pourrait devenir endémique,.

#### The Clean Energy Project - Phase 2
La mission du projet Énergie propre est de trouver de nouveaux matériaux pour la prochaine génération de cellules solaires, puis d'appareils de stockage d'énergie. Les chercheurs veulent calculer les propriétés électroniques de centaines de milliers de matériaux organiques et identifier les candidats les plus prometteurs pour mettre au point une technologie énergétique solaire abordable. Pendant la phase 2 sont effectués des calculs de structures électroniques : pour obtenir des propriétés optiques, électroniques et physiques plus précises des matériaux solaires candidats, des calculs de mécanique quantique sont exécutés pour chaque candidat. Cette phase apportera également des données directes aux groupes menant les expériences afin de les aider à concevoir de meilleures cellules solaires,.

#### Mapping Cancer Markers
La cartographie des marqueurs de cancer sur le World Community Grid vise à identifier les marqueurs associés à différents types de cancer. Le projet est d'analyser des millions de données recueillies à partir des milliers d'échantillons de patients sains et cancéreux.
Il s'agit notamment de tissus atteints de cancers du poumon, de l'ovaire, de la prostate, du pancréas et du sein. En comparant ces différentes données, les chercheurs visent à identifier des modèles de marqueurs pour différents cancers et les corréler avec des résultats différents, y compris la réactivité aux diverses options de traitement,.

#### Uncovering Genome Mysteries
Le projet Découverte des mystères du génome va examiner près de 200 millions de gènes d'une large gamme de forme de vie, comme des micro-organismes trouvés sur des algues des côtes australienne ou de l'Amazone. Les protéines prévues qu'ils encodent seront comparées entre elles afin d'évaluer leurs similarités. Lorsque deux protéines seront similaires, et que la fonction d'une protéine est déjà connue, cette similitude permettra aux scientifiques d'en déduire la fonction de l'autre.
Cela permettra de :
- Découvrir de nouvelles fonctions protéiques et d'augmenter le niveau de connaissance dans les procédés biochimiques ;
- Identifier comment les organismes interagissent entre eux et avec l'environnement ;
- Établir un point de comparaison de la diversité microbienne, permettant une meilleure compréhension de la manière dont les micro-organismes évoluent face à un stress environnemental, comme le changement climatique ;
- Comprendre et modéliser des systèmes microbiens complexes.
En plus de mieux comprendre ces organismes et leurs protéines et enzymes, cela permettra certainement de développer de nouveaux médicaments, de trouver de nouvelles sources d'énergies renouvelables, d'améliorer la nutrition, de nettoyer l'environnement, de créer de nouveaux procédés industriels écologiques et bien d'autres choses,.

### Projets intermittents

#### FightAIDS@Home - Phase 1
Pour un article plus général, voir FightAIDS@Home.

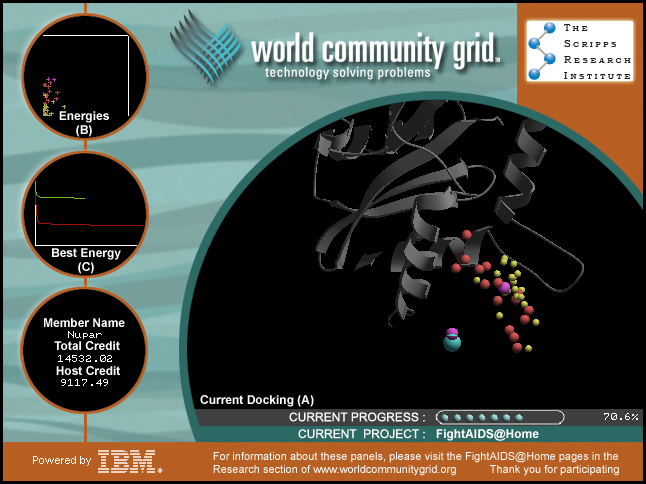
Écran de veille lors de l'exécution de calculs pour le projet FightAIDS@home.

Le projet Lutte contre le SIDA étudie les moyens informatiques de concevoir de nouveaux médicaments anti-VIH à partir de la structure moléculaire. Il a été démontré à plusieurs reprises que la fonction d'une molécule était liée à sa forme tri-dimensionnelle. La cible de ce projet est la protéase du VIH, une machine moléculaire clé du virus qui, lorsqu'elle est bloquée, empêche le virus d'arriver à maturation. Ces bloquants, appelés "inhibiteurs de protéase", constituent un moyen d'empêcher le SIDA de se déclarer, ainsi que de prolonger la vie. Le laboratoire Olson utilise des méthodes informatiques pour identifier de nouveaux médicaments candidats ayant la forme et les caractéristiques chimiques appropriées pour bloquer la protéase du VIH. Cette approche générale est appelée "Structure-Based Drug Design",.

#### Beta Testing
Les tests bêta sont proposés à tous ceux qui souhaitent aider le World Community Grid à tester les travaux des différents projets avant leur lancement officiel sur le World Community Grid.

### Projets terminés

#### AfricanClimate@Home
La mission du projet AfricanClimate@Home est d'élaborer des modèles climatiques plus précis pour certaines régions d'Afrique. Ces modèles serviront de base pour mieux comprendre l'évolution future du climat afin de pouvoir mieux mettre en œuvre des mesures destinées à combattre les effets du changement climatique. La puissance de calcul du World Community Grid servira à comprendre et réduire l'incertitude actuelle de la simulation des processus climatiques en Afrique,.

#### The Clean Energy Project - Phase 1
La mission du projet Énergie propre est de trouver de nouveaux matériaux pour la prochaine génération de cellules solaires, puis d'appareils de stockage d'énergie. Les chercheurs veulent calculer les propriétés électroniques de centaines de milliers de matériaux organiques et identifier les candidats les plus prometteurs pour mettre au point une technologie énergétique solaire abordable. Pendant la phase 1 ont été effectués des calculs de mécanismes moléculaires : lors de la première phase du projet, les calculs étaient destinés à comprendre comment des molécules candidates hypothétiques se regroupaient pour former un solide (cristal, film, polymère, etc.) et à prévoir si ce solide aurait les propriétés électroniques appropriées pour être utilisé dans des cellules solaires,.

#### Discovering Dengue Drugs - Together - Phase 1
La mission du projet Ensemble découvrons un médicament contre la dengue est d'identifier des médicaments candidats prometteurs pour combattre les virus de la dengue, de l'hépatite C, du Nil occidental, de la fièvre jaune et d'autres virus liés. Il faut effectuer les calculs de criblage virtuel sur les structures nécessaires à l'identification de ces pistes,.

#### Genome Comparison
L'objectif principal du projet de Comparaison du génome est de réaliser pour la première fois une comparaison complète paire par paire entre toutes les prévisions de séquences génétiques, et d'obtenir des indices de similarité qui seront utilisés comme référentiel de référence destiné à la communauté des annoteurs, et qui constituera une ressource d'une valeur inestimable pour les biologistes. Le programme de similarité des séquences utilisé dans le projet de Comparaison du génome permet de trouver l'alignement local mathématiquement optimal entre des paires de séquences. Lorsque des chercheurs séquencent de nouveaux génomes d'autres organismes, ils pourront les ajouter à cette base de données et calculer les comparaisons, fournissant ainsi des informations neuves à la communauté scientifique,,.

#### Help Cure Muscular Dystrophy
Le projet de la Lutte contre la dystrophie musculaire étudie les interactions entre plus de 2 200 protéines dont la structure est connue, en se concentrant sur celles jouant un rôle dans les maladies neuromusculaires. Les informations obtenues seront rassemblées dans une base de données pour aider les chercheurs à concevoir les molécules susceptibles d'inhiber ou de favoriser la liaison de molécules particulières. L'objectif est de pouvoir trouver des traitements contre les myopathies et d'autres pathologies neuromusculaires,.

#### Help Cure Muscular Dystrophy - Phase 2

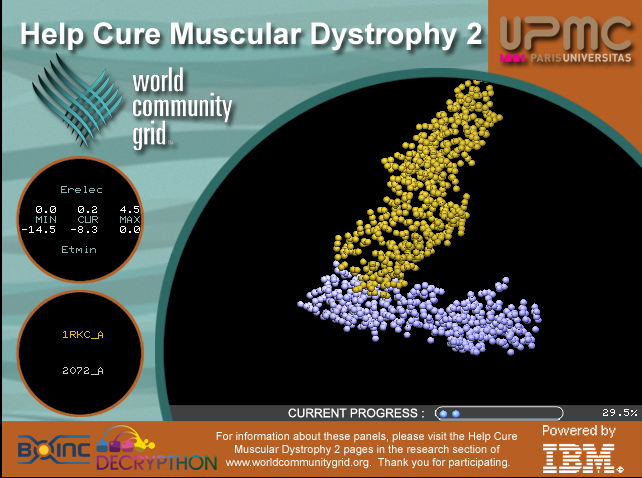
Écran de veille lors de l'exécution de calculs pour le projet Help Cure Muscular Dystrophy - Phase 2.

Le projet de la Lutte contre la dystrophie musculaire étudie les interactions entre plus de 2 200 protéines dont la structure est connue, en se concentrant sur celles jouant un rôle dans les maladies neuromusculaires. Les informations obtenues seront rassemblées dans une base de données pour aider les chercheurs à concevoir les molécules susceptibles d'inhiber ou de favoriser la liaison de molécules particulières. L'objectif est de pouvoir trouver des traitements contre les myopathies et d'autres pathologies neuromusculaires,.

#### Help Defeat Cancer
Le World Community Grid permettra aux composants du projet Aidez à vaincre le cancer les plus exigeants en puissance de traitement de s'exécuter à une vitesse optimale et par conséquent d'augmenter l'exactitude et la sensibilité des procédures de calculs des expressions et de reconnaissance des schémas. En tirant parti de la puissance de calcul du World Community Grid, les chercheurs pourront analyser un ensemble beaucoup plus vaste de spécimens tissulaires cancéreux et expérimenter avec un nombre beaucoup plus étendu de biomarqueurs et de colorations qu'ils ne pourraient le faire avec des ressources informatiques traditionnelles.
À l'heure actuelle, seule une toute petite portion des biomarqueurs connus a été étudiée. L'objectif à long terme est de créer une bibliothèque de biomarqueurs et de leurs schémas d'expression afin qu'à l'avenir, les médecins puissent la consulter pour rendre des diagnostics et établir le traitement le plus efficace pour les patients atteints de cancer,.

#### Human Proteome Folding
Le projet Repliement du protéome humain doit fournir aux scientifiques les données permettant de prédire la forme d'un très grand nombre de protéines humaines. Ces prévisions donneront aux scientifiques les indices nécessaires pour identifier les fonctions biologiques de protéines spécifiques du corps humain. En comprenant la façon dont chaque protéine agit sur la santé, les scientifiques pourront développer de nouveaux traitements pour les maladies humaines telles que cancer, VIH/SIDA, SRAS et malaria.

#### Influenza Antiviral Drug Search

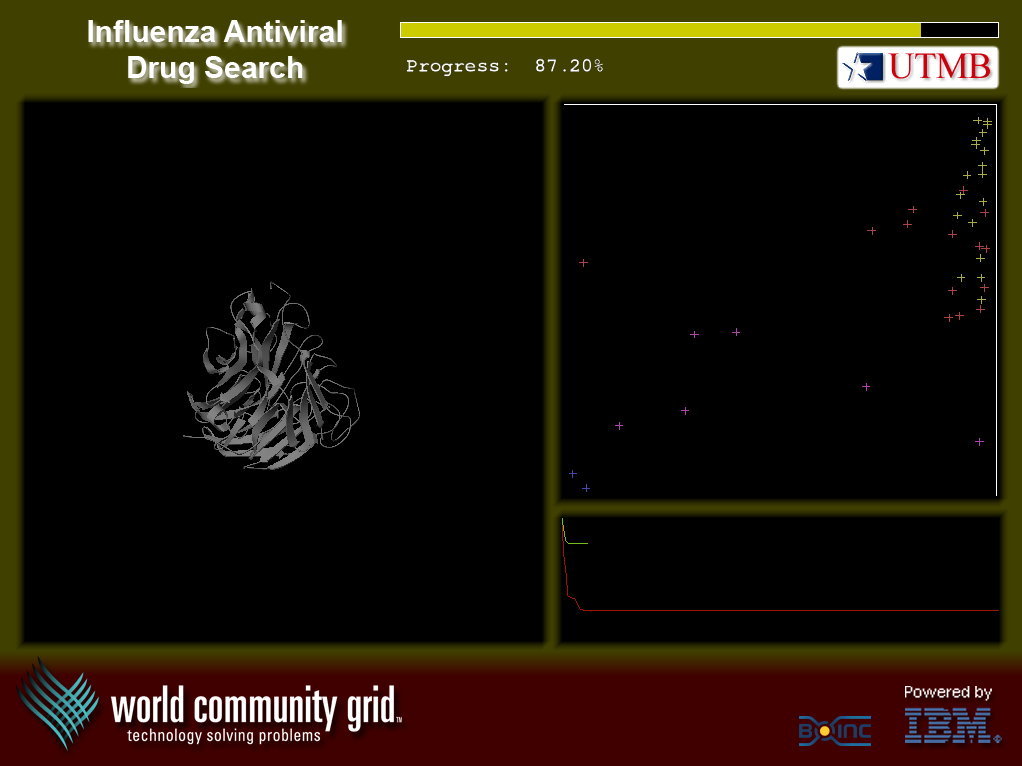
Écran de veille lors de l'exécution de calculs pour le projet Influenza Antiviral Drug Search.

L'objectif du projet Recherche d'antiviraux contre la grippe est de trouver de nouveaux médicaments pouvant arrêter la propagation d'une infection grippale dans le corps. La recherche porte en particulier sur les virus de la grippe devenus résistants aux médicaments et aux nouveaux virus qui apparaissent. L'identification des composés chimiques représentant les meilleurs candidats accélérera les efforts pour mettre au point des traitements utiles pour gérer les poussées saisonnières de la grippe, ainsi que des épidémies et même des pandémies à venir.

#### Nutritious Rice for the World
L'objectif du projet Nourrir le monde avec du riz est de prédire la structure des protéines des principales variétés de riz, afin d'aider les fermiers à cultiver des variétés de riz plus nutritives avec des rendements plus élevés, une résistance accrue aux maladies et aux parasites et utilisant la gamme complète de nutriments biodisponibles, en particulier dans les régions souffrant de famine, ce qui serait bénéfique pour l'humanité entière.
Déterminer la structure des protéines est un processus difficile et coûteux. Il est cependant possible de prédire par la bioinformatique la structure d'une protéine à partir de sa séquence ADN. Le groupe Computational Biology Research de l'université de Washington a développé un logiciel dernier cri pour réaliser ces calculs. La difficulté réside dans le fait que le riz contient des milliers de protéines distinctes. Grâce à la collaboration avec des chercheurs agronomes et des fermiers, on espère améliorer à terme la qualité et le rendement global du riz,.

#### Help Conquer Cancer
La mission du projet Aider à vaincre le cancer est d'améliorer les résultats de la cristallographie aux rayons X des protéines, qui aide les chercheurs non seulement à annoter les parties inconnues du protéome humain, mais surtout leur permet de comprendre la naissance, la progression et le traitement du cancer,.

#### Human Proteome Folding - Phase 2

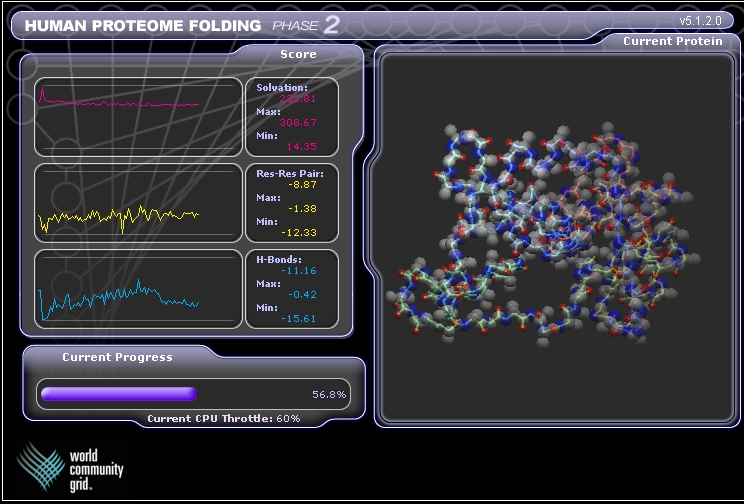
Écran de veille lors de l'exécution de calculs pour le projet Human Proteome Folding - Phase 2.

Le projet Repliement du protéome humain - Phase 2 reprend au point où s'était arrêtée la première phase. Les deux principaux objectifs de ce projet sont d'obtenir des structures de résolution supérieure pour certaines protéines humaines et certaines protéines pathogènes et d'explorer plus en avant les limites de la prévision des structures protéiques en continuant à développer la prévision de structures avec le logiciel Rosetta. Le projet répondra ainsi à deux impératifs parallèles très importants, l'un biologique et l'autre biophysique,.

#### Discovering Dengue Drugs - Together - Phase 2
La mission du projet Ensemble découvrons un médicament contre la dengue - Phase 2 est d'identifier des médicaments candidats prometteurs pour combattre les virus de la dengue, de l'hépatite C, du Nil occidental, de la fièvre jaune et d'autres virus liés. Il faut effectuer les calculs de criblage virtuel sur les structures nécessaires à l'identification de ces médicaments candidats. La phase 2 du projet est pensée pour réduire le nombre de prédictions de faux positifs (des impasses, donc) de la phase 1. La phase 2 prendra plusieurs occurrences prometteuses de la phase 1 et exécutera chacune d'elles via des simulations de dynamiques moléculaires à base de calculs, afin de calculer avec précision l'énergie libre Gibbs de liaison. Ces calculs permettront de prédire l'étroitesse de la liaison entre les molécules médicamenteuses et les protéases des différents flavivirus. La phase 2 donnera donc une liste d'occurrences nettement plus riche en vrais positifs,.

#### Drug Search for Leishmaniasis
Le but du projet Recherchons un médicament contre la Leishmaniose est d'identifier les molécules potentielles qui pourraient être développées sous forme de traitements contre la leishmaniose. Des simulations sur ordinateur seront effectuées afin d'étudier les interactions entre des millions de composés chimiques et certaines protéines cibles. Cela aidera à trouver les composés les plus prometteurs qui pourront conduire à des traitements efficaces contre cette maladie.

#### GO Fight Against Malaria
La mission du projet En avant pour la lutte contre la Malaria est de découvrir des médicaments candidats prometteurs qui pourraient être développés comme nouveaux médicaments qui guérissent les formes pharmaco-résistantes de la malaria. La puissance de calcul du World Community Grid sera utilisée pour effectuer des simulations sur les interactions entre des millions de composés chimiques et certaines protéines cibles, ceci afin de prédire leur capacité à éliminer la malaria. Les meilleurs composés seront testés et développés dans les traitements possibles contre cette maladie.

#### Computing for Sustainable Water
La mission du projet Calculs pour une eau durable est d'étudier les effets de l'activité humaine sur une grande zone et d'acquérir une compréhension plus profonde des mesures qui pourraient conduire à la restauration, la santé et la durabilité de cette importante ressource en eau. La puissance de calcul du World Community Grid servira à effectuer des millions de simulations informatiques afin de mieux comprendre les effets qui résulteraient d'une activité humaine dans la Baie de Chesapeake. Les chercheurs espèrent qu'ils pourront appliquer ce qu'ils auront appris de ce projet à travers le monde, dans les autres régions qui font face au problème d'une eau durable,.

#### Computing for Clean Water
L'objectif du projet Calculs pour de l'eau potable est d'analyser en profondeur, à l'échelle moléculaire, les origines du flux d'eau à travers une nouvelle classe de matériaux filtrants. Cette analyse vise à favoriser le développement de filtres d'eau meilleur marché et plus efficaces.
Le manque d'accès à l'eau potable est l'un des plus grands défis de l'humanité pour de nombreuses zones des pays en voie de développement. Il est estimé que 1,2 milliard de personnes n'ont pas accès à de l'eau potable, et que 2,6 milliards bénéficient de peu ou pas d'assainissement,.

#### Help Fight Childhood Cancer
L'objectif du projet Lutte contre le cancer infantile est de découvrir des médicaments capables de désactiver trois protéines associées au neuroblastome, l'une des tumeurs solides les plus fréquentes chez les enfants. L'identification de ces médicaments pourrait améliorer le traitement de la maladie grâce à une association avec un traitement de chimiothérapie,.

#### Say No to Schistosoma
La mission du projet Dire non à la Schistosoma est d'identifier les médicaments potentiels qui pourraient être développés dans la lutte contre les schistosomes. La grande capacité de calcul du World Community Grid servira à exécuter des simulations afin d'étudier les interactions entre des millions de composés chimiques et certaines protéines cibles. Cela aidera à trouver le composant le plus prometteur qui pourra lutter efficacement contre cette maladie,.

### Récapitulatif
| État d'avancement | Nom du projet                       | Date de lancement (sous Windows) | Date de fin de projet | Temps d'exécution | Phase | Maladie | Description                                                                                         | Pays d'origine     |
| ----------------- | ----------------------------------- | -------------------------------- | --------------------- | ----------------- | ----- | --- | --------------------------------------------------------------------------------------------------- | ------------------ |
| Projets actifs    | FightAIDS@Home                      | 30 septembre 2015                | fin 2032              | 13 369 ans        | 2     | SIDA, VIH | Recherche sur les effets des inhibiteurs de protéases et amélioration de la Phase 1                 | États-Unis         |
| Projets actifs    | Clean Energy Project                | 8 novembre 2010                  | aout 2017             | 38 058 ans        | 2     | - | recherche sur les énergies propres                                                                  | États-Unis         |
| Projets actifs    | Mapping Cancer Markers              | 8 novembre 2013                  | mars 2017             | 215 813 ans       | -     | Cancer | Recherche de corrélation entre des combinaisons de marqueurs cellulaires et un type de cancer donné | Canada             |
| Projets actifs    | Uncover Genome Mysteries            | 14 octobre 2014                  | août 2016             | 19 967 ans        | -     | - | Analyse du génome de plusieurs organismes afin d'en déduire les fonctions protéiques                | Brésil / Australie |
| Projets actifs    | Outsmart Ebola together             | 03 décembre 2014                 | fin 2018              | 20 098 ans        | -     | Maladie à virus Ebola | Recherche d'un antiviral efficace                                                                   | États-Unis         |
| Projets terminés  | FightAIDS@Home                      | 21 novembre 2005                 | 20 février 2015       | 344 305 ans       | 1     | SIDA, VIH | Recherche sur les effets des inhibiteurs de protéases                                               | États-Unis         |
| Projets terminés  | Help Fight Childhood Cancer         | 16 mars 2009                     | 2 juillet 2014        | 55 874 ans        | -     | Neuroblastome | Recherche sur les 3 protéines responsables du neuroblastome                                         | Japon              |
| Projets terminés  | Say No To Schistosoma               | 22 février 2012                  | 30 septembre 2014     | 20 790 ans        | -     | Schistosoma | Recherche de médicament contre les Schistosoma                                                      | Brésil             |
| Projets terminés  | AfricanClimate@Home                 | 3 septembre 2007                 | juillet 2008          | 33 ans            | 1     | - | Recherche de solutions pour développer des modèles spécifiques aux climats africains                | Afrique du Sud     |
| Projets terminés  | Clean Energy Project                | 5 décembre 2008                  | 13 octobre 2009       | 2 181 ans         | 1     | - | recherche sur les énergies propres                                                                  | États-Unis         |
| Projets terminés  | Computing for sustainable water     | 17 avril 2012                    | 26 septembre 2012     | 4 173 ans         | -     | Eau | Étude des effets de l'activité humaine sur un grand bassin versant                                  | États-Unis         |
| Projets terminés  | Discovering Dengue Drugs - Together | 21 août 2007                     | 11 août 2009          | 11 737 ans        | 1     | Dengue, Hépatite C, Fièvre jaune, Fièvre du Nil occidental                                                                               | Recherche d'un traitement contre les virus de la famille des Flaviviridae                           | États-Unis         |
| Projets terminés  | Human Proteome Folding Project      | 16 novembre 2004                 | 18 juillet 2006       | 26 645 ans        | 1     | Malaria, Diabète, Nanisme harmonieux, Paludisme, Ostéoporose, Maladie de Creutzfeldt-Jakob, Cardiomyopathie dilatée, Cancer, Acromégalie | Recherche sur le génome humain                                                                      | États-Unis         |
| Projets terminés  | Help Defeat Cancer                  | 20 juillet 2006                  | avril 2007            | 2 909 ans         | -     | Cancer | Recherche sur les matrices tissulaires                                                              | États-Unis         |
| Projets terminés  | Fiocruz Genome Comparison Project   | 21 novembre 2006                 | 21 juillet 2007       | 3 748 ans         | -     | - | Comparaison des génomes de différentes espèces vivantes pour en trouver les similitudes             | Brésil             |
| Projets terminés  | Help Cure Muscular Dystrophy        | 19 décembre 2006                 | 11 juin 2007          | 8 082 ans         | 1     | Dystrophie musculaire, Myopathie de Duchenne, Maladie neuromusculaire                                                                    | Recherche sur le rôle des interactions protéine-protéine                                            | France             |
| Projets terminés  | Help Cure Muscular Dystrophy        | 12 mai 2009                      | 6 mai 2013            | 53 520 ans        | 2     | Dystrophie musculaire, Myopathie de Duchenne, Maladie neuromusculaire                                                                    | Recherche sur le rôle des neurotransmetteurs                                                        | France             |
| Projets terminés  | Influenza Antiviral Drug Search     | 5 mai 2009                       | 22 octobre 2009       | 2 876 ans         | -     | Grippe | recherche d'un traitement antiviral au virus de la grippe                                           | États-Unis         |
| Projets terminés  | Nutritious Rice for the World       | 12 mai 2008                      | 6 avril 2010          | 25 761 ans        | -     | Malnutrition | Recherche de méthodes de lutte contre la famine par de développement de la riziculture              | États-Unis         |
| Projets terminés  | Discovering Dengue Drugs - Together | 17 février 2010                  | 22 mars 2013          | 1 471 ans         | 2     | Dengue, Hépatite C, Fièvre jaune, Fièvre du Nil occidental                                                                               | Recherche d'un traitement contre les virus de la famille des Flaviviridae                           | États-Unis         |
| Projets terminés  | Help Conquer Cancer                 | 1er novembre 2007                | 29 mai 2013           | 113 902 ans       | -     | Cancer, Cancer du poumon, Cancer de l'ovaire, Cancer de la prostate                                                                      | Recherche sur les protéines par la méthode de diffractométrie de rayons X                           | Canada             |
| Projets terminés  | GO Fight Against Malaria            | 16 novembre 2011                 | 25 juin 2013          | 28 005 ans        | -     | Paludisme | Recherche de composés chimiques efficace contre la malaria                                          | États-Unis         |
| Projets terminés  | Drug Search for Leishmaniasis       | 31 août 2011                     | 5 août 2013           | 37 150 ans        | -     | Leishmaniose | Recherche de composés chimiques efficace contre la leishmaniose                                     | Colombie           |
| Projets terminés  | Human Proteome Folding Project      | 23 juin 2006                     | 25 juin 2013          | 127 475 ans       | 2     | Malaria, Diabète, Nanisme harmonieux, Paludisme, Ostéoporose, Maladie de Creutzfeldt-Jakob, Cardiomyopathie dilatée, Cancer, Acromégalie | Recherche sur les chaînes de protéines humaines                                                     | États-Unis         |
| Projets terminés  | Computing for Clean Water           | 20 septembre 2010                | 25 avril 2014         | 37 535 ans        | -     | - | Recherche sur les origines du flux d'eau à travers une nouvelle classe de matériaux filtrants       | Chine              |